# American-Airlines-Flug 965
American-Airlines-Flug 965 war ein internationaler Linienflug der US-amerikanischen Fluggesellschaft American Airlines von Miami, USA nach Cali, Kolumbien, welcher am 20. Dezember 1995 in der Nähe von Buga abstürzte.
Die Boeing 757-223 kollidierte im Landeanflug etwa 50 Kilometer vor dem Zielflughafen mit einem Berg. 159 der 163 Menschen an Bord kamen bei dem Unfall ums Leben.
Der Unfall war 1995 der Flugunfall mit den meisten Todesopfern und das schwerste einer Boeing 757 bis zum Absturz von Birgenair-Flug 301 wenige Wochen später. Es war auch der schwerste Unfall einer US-Fluggesellschaft seit dem Lockerbie-Anschlag. Als Ursache wurde menschliches Versagen ermittelt.

## Ausgangslage
Die Boeing 757-223 verließ am 20. Dezember 1995 um 17:14 Ortszeit Gate D33 des Miami International Airport, USA, in Richtung des Flughafens der Stadt Cali, dem Aeropuerto Internacional Alfonso Bonilla Aragón, in Kolumbien. Aufgrund des hohen saisonalen Verkehrsaufkommens startete die Maschine mit etwa zwei Stunden Verspätung.
Der 57-jährige Flugkapitän Nicholas Tafuri hatte zum Unfallzeitpunkt etwa 13.000 Stunden Flugerfahrung und stand seit 1969 im Dienst von American Airlines, der 39-jährige Erste Offizier Donald Williams hatte etwa 5.800 Stunden Erfahrung und arbeitete seit 1986 für AA. Das Flugzeug war seit 27. August 1991 für American Airlines im Einsatz und hatte seit seiner Fertigung in 4.922 Flügen 13.782 Flugstunden angesammelt. Das Wetter am Unfallsort war leicht bewölkt mit leichtem Wind; es traten leichte Regenschauer in der Umgebung auf.
Seit einem Sprengstoffangriff der FARC auf die Radarstation Santa Ana stand der lokalen Flugsicherung kein funktionierendes Radarsystem zur Verfügung.

## Unfallhergang
Aufgrund des guten Wetters fragten die Fluglotsen die Piloten, ob sie anstatt auf Landebahn 01 in entgegengesetzter Richtung auf Landebahn 19 landen wollten, welche direkter zu erreichen war. Da der Flug erhebliche Verspätung hatte, entschieden sich die Piloten für diese zeitsparende Alternative. Nach einer Fehlbedienung des Bordcomputers mussten die Piloten Karten benutzen. Wegen eines weiteren Missverständnisses programmierten die Piloten den Autopiloten irrtümlich mit falschen Wegpunkten. Der Computer leitete daher eine Kurve in Richtung Osten für einen Kurs in Richtung Bogotá ein. Als der Fehler entdeckt wurde, befand sich das Flugzeug in einem parallel zur eigentlich gewollten Route verlaufenden Tal. Als die Piloten einen Kurs zurück zum Flughafen programmierten, kam das Flugzeug auf einen Kollisionskurs mit einem 3000 Meter hohen Berg zwischen dem Flugzeug und dem Flughafen.
Zwölf Sekunden vor dem Aufprall warnte das Ground Proximity Warning System die Piloten, welche daraufhin versuchten, einen Steigflug einzuleiten. Aufgrund der noch vom Sinkflug her aktivierten Luftbremse konnte allerdings nicht genug Höhe gewonnen werden, um über den Berg hinwegzufliegen.
Ermittlungen ergaben, dass der Unfall hätte vermieden werden können, wenn die Piloten die Luftbremsen nach der Warnung durch das GPWS sofort wieder eingefahren hätten.
Von den 163 Personen an Bord starben 159, davon alle acht Besatzungsmitglieder. Die vier Überlebenden erlitten schwere Verletzungen. Anfangs hatte ein weiterer Passagier den Unfall überlebt, er erlag dann aber seinen Verletzungen. Außerdem konnte ein Hund aus dem Wrack gerettet werden.

## Mediale Umsetzung
In der Dokumentarserie Mayday – Alarm im Cockpit wurde die Katastrophe in der Episode Crash am Mount San Jose verfilmt.
Die frühere AA-Mitarbeiterin und Einsatzleiterin während des Unfalls verfasste ein Buch über den Unfall, in dem einer der Überlebenden eine zentrale Rolle spielt.